# منتخب اليابان تحت 18 سنة لهوكي الجليد للسيدات
منتخب اليابان تحت 18 سنة لهوكي الجليد للسيدات هو ممثل اليابان تحت 18 سنة الرسمي في المنافسات الدولية في هوكي الجليد للسيدات
.